# Motiullah

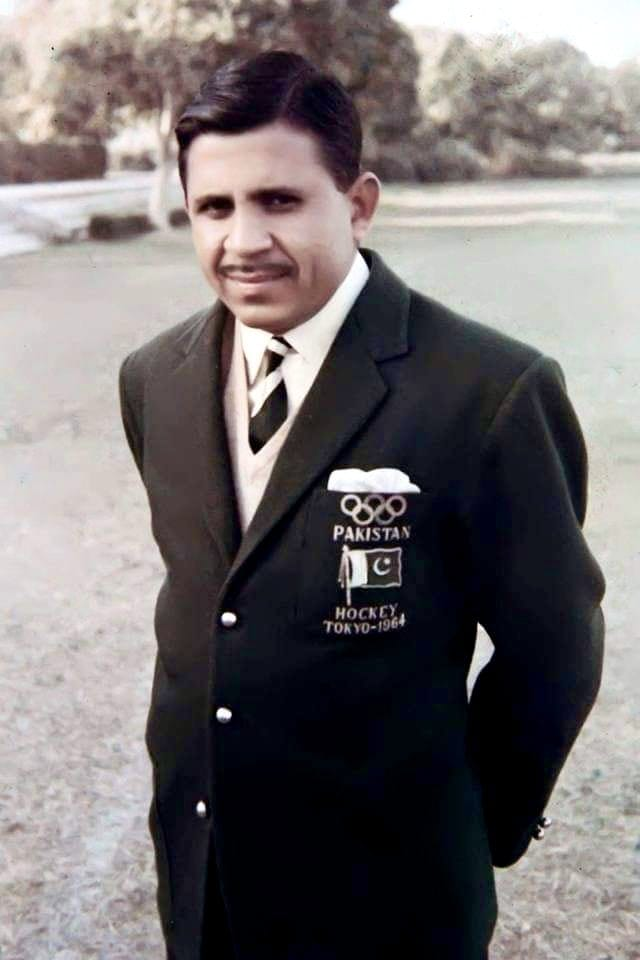
Motulla Khan (1964)

Motiullah Khan (* 31. Januar 1938 in Bahawalpur; † 12. August 2022 ebenda) war ein pakistanischer Hockeyspieler. Der Stürmer der pakistanischen Nationalmannschaft nahm an drei Olympischen Spielen teil und gewann einmal Gold und zweimal Silber.

## Sportliche Karriere
Motiullah nahm 1956 in Melbourne erstmals an Olympischen Spielen teil. Die pakistanische Mannschaft gewann ihre Vorrundengruppe und bezwang im Halbfinale die britische Mannschaft mit 3:2. Motiullah erzielte dabei das Feldtor zur zwischenzeitlichen 3:1-Führung. Im Finale gewann die indische Mannschaft mit 1:0. Dies war die sechste olympische Hockey-Goldmedaille für Indien in Folge. Für Pakistan war es die erste olympische Medaille überhaupt.
1958 bezwang Pakistan die indische Mannschaft im Finale der Asienspiele in Tokio. Zwei Jahre später bei den Olympischen Spielen 1960 in Rom gewann Pakistan seine Vorrundengruppe und besiegte im Viertelfinale die deutsche Mannschaft. Nach einem 1:0-Halbfinalsieg über die Spanier gewannen die Pakistaner im Finale mit 1:0 gegen Indien.
1962 gewann Pakistan erneut bei den Asienspielen und wie 1958 war im Finale Indien der Gegner. Bei den Olympischen Spielen 1964 in Tokio gewann Pakistan wieder seine Vorrundengruppe. Im Halbfinale bezwangen die Pakistaner die Spanier mit 3:0. Im Finale trafen wieder Indien und Pakistan aufeinander, Indien siegte mit 1:0.
Motiullah gehört mit einer Goldmedaille und zwei Silbermedaillen zu den fünf erfolgreichsten Olympiateilnehmern Pakistans. Anwar Ahmad Khan und Manzoor Hussain Atif waren wie Motiullah bei den Olympischen Spielen von 1956 bis 1964 erfolgreich. Muhammad Asad Malik und Saeed Anwar traten 1964 mit den bereits genannten Spielern an und gewannen 1968 Gold und 1972 Silber.